# Seznam vrst matrik
Seznam vrst matrik

## Matrike z določenimi vrednostmi
Elementi in značilnosti naslednjih matrik so določeni z vsebino matrike. 
Glavna diagonala teče od zgornjega levega kota v spodnji desni spodnji kot matrike. Razen glavne diagonale pri matrikah poznamo še nasprotno diagonalo (antidiagonala), ki pa teče od desnega zgornjega kota do levega spodnjega kota matrike. To pomeni, da lahko tudi rečemo, da ima matrika po dve glavni diagonali. Tik nad glavno diagonalo je še naddiagonala, pod njo pa poddiagonala (tečeta od leve proti desni). Vse ostale diagonale (tečejo od leve proti desni ali od desne proti levi) imenujemo stranske diagonale. 
| vrsta matrike ime matrike        | pojasnilo | opombe                                                                                          |
| -------------------------------- | --- | ----------------------------------------------------------------------------------------------- |
| matrika (0,1)                    | matrika z elementi 0 ali 1. | Sopomenka za binarno matriko, Boolovo matriko in logično matriko                                |
| izmenična matrika                | Matrika, v kateri imajo elementi v zaporednih stolpcih vrednosti, ki pripadajo neki funkcijski odvisnosti                                                                                           |                                                                                                 |
| antidiagonalna matrika           | kvadratna matrika, ki ima vse elemente zunaj nasprotne diagonale enake nič. |                                                                                                 |
| antihermitska matrika            | | Sopomenka za poševnohermitsko matriko                                                           |
| antisimetrična matrika           | | Sopomenka za poševnosimetrično matriko                                                          |
| puščičasta matrika               | Kvadratna matrika, ki ima ničle na vseh mestih, razen v prvi vrstici, prvem stolpcu in na glavni diagonali                                                                                          |                                                                                                 |
| pasovna matrika                  | kvadratna matrika, ki ima od nič različne elemente v pasu okoli diagonale |                                                                                                 |
| bidiagonalna matrika             | matrika, ki ima elemente samo na glavni diagonali ali kvečjemu na naddiagonali (leži neposredno nad glavno diagonalo) ali poddiagonali (leži neposredno pod glavno diagonalo)                       | včasih se definira malo drugače                                                                 |
| binarna matrika                  | matrika, ki ima vse elemente enake 0 ali 1 | sopomenka za matriko (0,1), Boolovo matriko in logično matriko                                  |
| bisimetrična matrika             | kvadratna matrika, ki je simetrična glede na glavno diagonalo in nasprotno diagonalo |                                                                                                 |
| bločna diagonalna matrika        | bločna matrika z elementi samo na diagonali |                                                                                                 |
| bločna matrika                   | matrika, ki jo lahko razdelimo v podmatrike (bloke) |                                                                                                 |
| bločna tridiagonalna matrika     | bločna matrika, ki je tridiagonalna matrika s podmatrikami namesto skalarnih elementov |                                                                                                 |
| boolova matrika                  | matrika, katere elementi so samo 0 in 1 | sopomenka za matriko (0,1), binarno matriko in logično matriko                                  |
| Cauchyjeva matrika               | matrika, katere elementi imajo obliko {\displaystyle {\frac {1}{x_{i}+x_{j}}}\,} za {\displaystyle (x_{i})\,} in {\displaystyle (y_{j})\,} injektivnih zaporedij (vsak element vzamemo samo enkrat) |                                                                                                 |
| centrosimetrična matrika         | matrika, ki je simetrična okoli svojega središča, to je {\displaystyle a_{ij}=a_{n-i+1,n-j+1}\,} |                                                                                                 |
| konferenčna matrika              | kvadratna matrika, ki ima ničle na diagonali ter +1 ali -1 zunaj diagonale, tako, da je {\displaystyle C^{T}C\,} mnogokratnik enotske matrike                                                       |                                                                                                 |
| kompleksna Hadamardova matrika   | matrika, ki ima vse vrstice in stolpce med seboj ortogonalne, njihovi elementi pa so unimodularni                                                                                                   |                                                                                                 |
| kopozitivna matrika              | kvadratna matrika {\displaystyle A\,} z realnimi elementi tako, da je vrednost {\displaystyle f(x)=x^{T}ax\,} nenegativna za vsak nenegativni vektor {\displaystyle {\vec {x}}\,}                   |                                                                                                 |
| diagonalno dominantna matrika    | matrika, za katero velja {\displaystyle \|a_{ii}\|\geq \sum _{j\geq i}\|a_{ij}\|\,} |                                                                                                 |
| diagonalna matrika               | matrika, ki ima vse elemente zunaj glavne diagonale enake 0 |                                                                                                 |
| elementarna matrika              | kvadratna matrika, ki se dobi z uporabo neke osnovne operacije nad vrstico tako, da dobimo enotsko matriko                                                                                          |                                                                                                 |
| ekvivalentna matrika             | matrika, ki jo dobimo iz neke druge matrike z zaporedjem osnovnih operacijah nad vrsticami ali stolpci                                                                                              |                                                                                                 |
| Frobeniusova matrika             | kvadratna matrika, po obliki enaka enotski matriki, vendar s poljubnim elementom v enem stolpcu pod glavno diagonalo                                                                                |                                                                                                 |
| posplošena permutacijska matrika | kvadratna matrika z natančno enim neničelnim elementom v vsaki vrstici in stolpcu |                                                                                                 |
| Hadamardova matrika              | kvadratna matrika z elementi +1 in -1, katere vrstice so medsebojno ortogonalne |                                                                                                 |
| Hankelova matrika                | matrika s konstantnimi poševnimi diagonalami, posebna oblika Toeplitzove matrike | kvadratna Hankelova matrika je simetrična                                                       |
| hermitska matrika                | kvadratna matrika, ki je enaka svoji konjugirano transponirani matriki |                                                                                                 |
| Hessenbergova matrika            | skoraj trikotna matrika, znani sta zgornja in spodnja Hessenbergova matrika |                                                                                                 |
| votla matrika                    | kvadratna matrika, ki na glavni diagonali vsebuje samo elemente enake 0 |                                                                                                 |
| celoštevilčna matrika            | matrika, katere elementi so samo cela števila |                                                                                                 |
| logična matrika                  | matrika, ki ima za elemente samo vrednosti 0 in 1 | sopomenka matrike (0,1), binarne matrike ali Boolove matrike                                    |
| Metzlerjeva matrika              | |                                                                                                 |
| monomialna matrika               | kvadratna matrike, ki ima po natančno en neničelni element v vsaki vrstici in stolpcu | sopomenka za posplošeno permutacijsko matriko                                                   |
| Mooreova matrika                 | vrstice sestavljajo {\displaystyle a\,}, {\displaystyle a^{q}\,}, {\displaystyle a^{q^{2}}\,} itd. Tako, da v vsaki vrstici uporabimo drugi spremenljivko                                           |                                                                                                 |
| nenegativna matrika              | matrika, ki ima vse elemente nenegativne |                                                                                                 |
| deljena matrika                  | matrika, ki je razdeljena na podmatrike ali matrika, ki lahko vsem njenim elementom pripišemo matrike in ne skalarje                                                                                | sopomenka za blokovno matriko                                                                   |
| Parisijeva matrika               | hierarhična blokovna matrika, ki je sestavljena iz rastočih blokov vzdolž diagonale tako, da je vsak blok za sebe Parisijeva matrika manjše velikosti                                               | v teoriji spinskih stekel je znana kot matrična replika                                         |
| pentadiagonalna matrika          | matrika, ki ima edine neničelne elemente na glavni diagonali in dveh diagonalah nad in pod glavno diagonalo                                                                                         |                                                                                                 |
| permutacijska matrika            | matrika, ki predstavlja permutacije, je kvadratna matrika, ki ima natančno eno vrednost elementov enako 1 v vsaki vrstici in stolpcu, vsi ostali elementi so enaki 0                                |                                                                                                 |
| persimetrična matrika            | matrika, ki je simetrična okoli diagonale od severovzhodne do jugozahodne smeri, to je {\displaystyle a_{ij}=a_{n-j+1,n-i+1}\,}                                                                     |                                                                                                 |
| polinomska matrika               | matrika, ki ima za elemente polinome |                                                                                                 |
| pozitivna matrika                | matrika, ki ima vse elemente pozitivne |                                                                                                 |
| kvaternionska matrika            | matrika, ki ima za elemente kvaternione |                                                                                                 |
| matrika predznakov               | matrika, ki ima za elemente +1, 0 ali -1 |                                                                                                 |
| matrika oznak                    | diagonalna matrika z elementi +1 ali -1 |                                                                                                 |
| poševnohermitska matrika         | kvadratna matrika, ki je enaka svoji negativni konjugirano tarnsponirani matriki, to je {\displaystyle A^{*}=-A\,}                                                                                  |                                                                                                 |
| poševnosimetrična matrika        | matrika, ki je enaka svoji negativni transponirani matriki {\displaystyle A^{T}=-A\,} |                                                                                                 |
| spremenljiva pasovna matrika     | preureditev elementov pasovne matrike, da se porabi manj prostora |                                                                                                 |
| redka matrika                    | matrika, ki ima relativno malo neničelnih elementov | algoritmi za redke matrike rešujejo probleme velikih matrik, ki so zelo nepraktične za obdelavo |
| Sylvestrova matrika              | kvadratna matrika, katere elementi izhajajo iz koeficientov dveh polinomov | Sylvestrova matrika je nesigularna,če in samo če sta si dva polinoma tuja                       |
| simetrična matrika               | kvadratna matrika, ki je enaka svoji transponirani {\displaystyle A=A^{T}\,} |                                                                                                 |
| Toeplitzova matrika              | matrika s konstantnimi diagonalami. |                                                                                                 |
| trikotna matrika                 | matrika, ki ima vse elemente nad glavno diagonalo enake 0 (spodnje trikotna) ali ima vse elemente nad glavno diagonalo enake 0 (zgornje trikotna)                                                   |                                                                                                 |
| tridiagonalna matrika            | matrika, ki ima neničelne elemente na glavni diagonali in na diagonalah, ki so tik nad njo ali pod njo                                                                                              |                                                                                                 |
| unitarna matrika                 | kvadratna matrika, katere obratna je enaka njeni konjugirano transponirani, to je {\displaystyle A^{-1}=A^{*}\,}                                                                                    |                                                                                                 |
| Vandermondova matrika            | vrstice so sestavljene iz elementov {\displaystyle 1\,}, {\displaystyle a\,}, {\displaystyle a^{2}\,}, {\displaystyle a^{3}\,} itd., vsaka vrstica pa uporablja drugo spremenljivko                 |                                                                                                 |
| Walsheva matrika                 | kvadratna matrika z razsežnostjo, ki je potenca števila 2, in elementi matrike so samo +1 ali -1 |                                                                                                 |
| matrika Z                        | matrika, ki ima vse elemente zunaj diagonale manjše od ali enake 0 |                                                                                                 |

## Konstantne matrike
Naslednje matrike so konstantne za vsako razsežnost {\displaystyle n\times m\,} matrike. Posamezni elementi matrike so označeni z  {\displaystyle a_{ij}\,}. Uporablja se tudi Kroneckerjeva delta {\displaystyle \delta _{ij}\,}.
| vrsta matrike ime matrike | pojasnilo | opis elementov | opombe                                                                             |
| ------------------------- | --- | --- | ---------------------------------------------------------------------------------- |
| matrika zamenjave         | binarna matrika z enicami na antidiagonali in ničlami povsod drugod | | permutacijska matrika.                                                             |
| Hilbertova matrika        | | {\displaystyle a_{ij}=(i+j-1)^{-1}\,} | Hankelova matrika.                                                                 |
| enotska matrika           | kvadratna matrika, ki ima vse elemente na glavni diagonali enake 1, ostali pa so 0 | {\displaystyle a_{ij}=\delta _{ij}\,} |                                                                                    |
| Lehmerjeva matrika        | | {\displaystyle a_{ij}={\frac {\text{min(i,j)}}{\text{max(i,j)}}}\,}                                                                                           | pozitivna simetrična matrika                                                       |
| matrika enic              | matrika, ki ima za elemente same nice | {\displaystyle a_{ij}=1\,} |                                                                                    |
| Pascalova matrika         | matrika, ki ima elemente, ki so enaki vrednostim iz Pascalovega trikotnika | |                                                                                    |
| Paulijeva matrika         | množica treh kompleksnih hermitskih in unitarnih z matrik (razsežnost {\displaystyle 2\times 2\,}). Ko jih kombinirao z enotskimi matrikami {\displaystyle I_{2}\,}, tvorijo ortogonalno bazo za kompleksne hermitske matrike {\displaystyle 2\times 2\,} | |                                                                                    |
| Redhefferjeva matrika     | | {\displaystyle a_{ij}=1\,}, če {\displaystyle i\,} deli {\displaystyle j\,} ali če je {\displaystyle j=1\,}, v ostalih primerih je {\displaystyle a_{ij}=0\,} | matrika (0, 1)                                                                     |
| premaknjena matrika       | matrika z enicami na naddiagonali in poddiagonali in ničlami povsod drugod | {\displaystyle a_{ij}=\delta _{i+1,j}\,} ali {\displaystyle a_{ij}=\delta _{i-1,j}\,}                                                                         | množenje s poševno matriko premakne elemente v matriki za eno mesto levo ali desno |
| ničelna matrika           | matrika, ki ima na vseh mestih ničle | {\displaystyle a_{ij}=0\,} |                                                                                    |

## Matrike s pogoji na lastnih vrednostih ali lastnih vektorjev
| ime matrike                 | pojasnilo | opombe                                                    |  |
| --------------------------- | --- | --------------------------------------------------------- |  |
| spremljevalna matrika       | matrika, katere lastne vrednosti so enake rešitvam polinoma                                                                  |                                                           |  |
| nepopolna matrika           | kvadratna matrika, ki nima popolne baze lastnih vektorjev in se zato ne da diagonalizirati (pretvoriti v diagonalno matriko) |                                                           |  |
| diagonalizabilna matrika    | kvadratna matrika, ki je podobna diagonalni matriki                                                                          | ima popolno množico linearno neodvisnih lastnih vektorjev |  |
| Hurwitzeva matrika          | matrike, katerih lastne vrednosti imajo negativni realni del                                                                 |                                                           |  |
| pozitivno definitna matrika | hermitska matrika, ki ima vse lastne vrednosti pozitivne                                                                     |                                                           |  |
| matrika stabilnosti         | | sopomenka za Hurwitzevo matriko.                          |  |
| Stieltjesova matrika        | realna matrika, ki je analog pozitivnim realnim številom                                                                     | posebni primer matrike M.                                 |  |

## Matrike s pogoji pri množenju in obračanju
| ime                          | pojasnilo | opombe                                                       |
| ---------------------------- | --- | ------------------------------------------------------------ |
| kongruentna matrika          | dve matriki {\displaystyle A\,} in {\displaystyle B\,} sta kongruentni, če obstoja obrnljiva matrika {\displaystyle P\,} tako, da velja {\displaystyle P^{T}AP=B\,}                        | primerjaj s podobnimi matrikami                              |
| idempotentna matrika         | matrika, za katero velja {\displaystyle A^{2}=AA=A\,} |                                                              |
| obrnljiva matrika            | kvadratna matrika, ki ima obrnljivo matriko tako, da je {\displaystyle AB=BA=I\,} | obrnljive matrike tvorijo splošno linearno grupo             |
| involutarna matrika          | kvadratna matrika, ki je sebi obratna ali {\displaystyle AA=I\,} | Signature matrices have this property.                       |
| nilpotentna matrika          | kvadratna matrika {\displaystyle A\,} za katero velja {\displaystyle A^{q}=0\,} za poljubno celo število q                                                                                 | edina lastna vrednost matrike {\displaystyle A\,} je enaka 0 |
| normalna matrika             | kvadratna matrika, ki komutira s svojo konjugirano transponirano {\displaystyle AA^{*}=A^{*}\,}                                                                                            | They are the matrices to which the spectral theorem applies. |
| ortogonalna matrika          | matrika, katere obrnjena je enaka transponirani {\displaystyle A^{-1}=A^{T}\,} | tvorijo ortogonalno grupo.                                   |
| ortonormalna matrika         | matrika, katere stolpci so ortonormalni vektorji |                                                              |
| podobna matrika              | dve matriki {\displaystyle A\,} in {\displaystyle B\,}sta podobni, če obstoja takšna obrnljiva matrika {\displaystyle P\,}, da je {\displaystyle P^{-1}AP=B\,}                             | primerjaj s kongruentnimi matrikami                          |
| singularna matrika           | kvadratna matrika, ki je ne moremo obrniti |                                                              |
| unimodularna matrika         | obrnljiva matrika s celoštevilčnimi elementi | obvezno morajo imeti determinante vrednost +1 ali -1         |
| unipotentna matrika          | kvadratna matrika z vsemi lastnimi vrednostmi enakimi 1 | podobno je matrika {\displaystyle A-I\,} tudi unipotentna    |
| popolno unimodularna matrika | matrika, za katero je vsaka nesingularna kvadratna podmatrika tudi unimodularna |                                                              |
| utežena matrika              | kvadratna matrika, katere elementi so 0, 1 ali -1 tako, da velja {\displaystyle AA^{T}=wI\,} ( {\displaystyle I\,} je enotska matrika) za poljubno pozitivno število w (w se imenuje utež) |                                                              |

## Matrike za posebno uporabo
| ime                                | pojasnilo | uporaba | opombe                                |
| ---------------------------------- | --- | --- | ------------------------------------- |
| adjungirana matrika                | matrika, ki vsebuje poddeterminante dane kvadratne matrike. | določanje obratne matrike z Laplaceovim obrazcem.                                                                                                 |                                       |
| matrika s spremenljivimi predznaki | kvadratna matrika z elementi 0, 1 in −1 tako, da je vsota vsake vrstice enaka 1 in, da imajo neničelni elementi v vsaki vrstici ali stolpcu izmenoma spremenjene predznake | Dodgsonova kondenzacija za izračunavanje determinant kvadratnih matrik                                                                            |                                       |
| razširjena matrika                 | matrika, katere vrstice so konkatenacija vrstic dveh manjših matrik | določanje obratnih matrik. |                                       |
| Bézoutova matrika                  | kvadratna matrika, ki se uporablja za določanje ničel polinomov | teorija upravljanja, stabilni mnogočleniki |                                       |
| Carlemanova matrika                | matrika, ki omogoča spremeniti določanjekompozituma funkcij v množenje matrik                                                                                              | |                                       |
| Cartanova matrika                  | matrika, ki je povezana s končno razsežno asociativno algebro ali semisimple Liejevo algebro                                                                               | |                                       |
| krožna matrika                     | matrika, v kateri vsaka vrstica predstavlja krožni premik glede na predhodnika                                                                                             | sistem linearnih enačb, nezvezna Fourierjeva transformacija                                                                                       |                                       |
| matrika kofaktorjev                | vsebuje kofaktorje, to je poddeterminante s predznakom dane matrike | |                                       |
| komutacijska matrika               | matrika se uporablja za pretvorbo vektorske oblike matrike v vektorsko obliko njene obratne matrike                                                                        | |                                       |
| Coxeterjeva matrika                | matrika, povezana z Coxeterjevimi grupami, ki opisujejo simetrije v strukturi ali sistemu                                                                                  | |                                       |
| matrika razdalj                    | kvadratna matrika, ki vsebuje razdalje med pari množice točk | računalniški vid, analiza omrežja. | glej tudi matrika evklidskih razdalj. |
| podvojitvena matrika               | matrika linearne transformacije, ki se uporablja za pretvorbo polvektorizacije matrike v vektorizacijo matrike                                                             | |                                       |
| odstranitvena matrika              | matrika linearne transformacije, ki se uporablja za pri transformaciji vektorizacije matrik v polvektorizacijo                                                             | |                                       |
| matrika evklidskih razdalj         | matrika, ki paroma določa razdalje med točkami v evklidskem prostoru | | glej tudi matrika razdalj             |
| fundamentalna matrika              | matrika, ki vsebuje osnovne rešitve linearne linearne diferencialna enačbe                                                                                                 | |                                       |
| generatorska matrika               | matrika, katere vrstice generirajo vse elemente linearne kode | teorija kodiranja |                                       |
| Gramova matrika                    | matrika, ki paroma vsebuje kote danega vektorja v prehilbertovem prostoru (prostor skalarnega produkta)                                                                    | preizkušanje linearne neodvisnosti vektorjev, tudi tistih v prostoru funkcij                                                                      | so realne in simetrične               |
| Hessova matrika                    | kvadratna matrika drugih parcialnih odvodov funkcij s skalarno vrednostjo                                                                                                  | določanje lokalnih minimumov in maksimumov funkcij s skalarnimi vrednostmi in več spremenljivkami, npr. zaznavanje mehurčkov v računalniškem vidu |                                       |
| Householderjeva matrika            | transformacijska matrika, ki se pogosto uporablja v matričnih algoritmih                                                                                                   | razčlenitev QR. |                                       |
| Jacobijeva matrika                 | matrika, ki vsebuje prve parcialne odvode funkcije z vektorskimi vrednostmi gladek morfizem (algebrska geometrija).                                                        | |                                       |
| matrika izplačil                   | matrika v teoriji iger in ekonomiji, predstavlja izplačila v igri normalne vrste,kjer igralci vlečejo istočasno                                                            | |                                       |
| slučajna matrika                   | matrika, ki ima za elemente slučajna števila iz določene verjetnostne porazdelitve                                                                                         | |                                       |
| matrika vrtenja                    | matrika, ki geometrijsko pomeni rotacijsko transformacijo | specialna ortogonalna grupa, Eulerjevi koti |                                       |
| Seifertova matrika                 | matrika iz teorije vozlov, v glavnem iz algebrske analize topoloških značilnosti vozlov in povezav                                                                         | Alexandrov mnogočlenik |                                       |
| strižna matrika                    | osnovna matrika, ki odgovarja transformaciji striga | |                                       |
| matrika podobnosti                 | matrika, ki prikazuje podobnosti med dvema podatkovnima točkama | primerjava zaporedij |                                       |
| simplektična matrika               | kvadratna matrika, ki ohranja standardno poševno simetrično obliko | simplektična grupa, simplektična mnogoterost. |                                       |
| polno pozitivna matrika            | matrika, ki ima vse determinante vseh svojih podmatrik pozitivne | generiranje nadzornih točk Bezierovih krivulj v računalniški grafiki                                                                              |                                       |
| matrika preslikave                 | matrika, ki predstavlja linearno transformacijo, pogosto iz enega koordinatnega sistema v drugega, da se pri tem olajša geometrijska transformacija ali projekcija         | |                                       |
| matrika X-Y-Z                      | razširitev pojma matrika na tri razsežnosti | |                                       |
| matrika nadomeščanja               | | |                                       |

## Matrike uporabljane v teoriji grafov
| ime                          | pojasnilo |
| ---------------------------- | --- |
| matrika sosednosti           | kvadratna matrika, ki prikazuje graf, ima {\displaystyle a_{ij}\,} različen od nič, če sta vozlišči {\displaystyle i\,} in {\displaystyle j\,} sosedni |
| matrika dvososednosti        | posebna oblika matrike sosednosti, ki prikazuje dvodelne grafe                                                                                         |
| matrika stopenj              | diagonalna matrika kateri je za vsako vozlišče določena njegova stopnja                                                                                |
| Edmondsova matrika           | kvadratna matrika dvodelnega grafa |
| incidenčna matrika           | matrika, ki predstavlja odnos med dvema razredoma objektov (navadno med vozlišči in povezavami)                                                        |
| Laplaceova matrika           | |
| Seidelova matrika sosednosti | matrika, ki je podobna matriki sosednosti |
| Tuttejeva matrika            | posplošitev Edmondsove matrike za uravnoteženi bipartitni graf                                                                                         |

## Matrike uporabljane v statistiki
| ime                              | pojasnilo |
| -------------------------------- | --- |
| Bernoullijeva matrika            | kvadratna matrika z elementi +1 in -1 z enako verjetnostjo za obe vrednosti                                                                                |
| centrirana matrika               | simetrična in idempotentna matrika, ki po množenju z vektorjem da enak rezultat kot, če bi odšteli srednjo vrednost komponent vektorja od vsake komponente |
| korelacijska matrika             | simetrična matrika, sestavljena iz paroma izračunanih korelacijskih koeficientov večjega števila slučajnih spremenljivk                                    |
| kovariančna matrika              | simetrična matrika {\displaystyle n\times n\,}, sestavljena iz kovarianc nekaj slučajnih spremenljivk, včasih jo imenujejo disperzijska matrika            |
| disperzijska matrika             | drugo ime za kovariančno matriko |
| dvojno stohastična matrika       | nenegativna matrika, ki ima v vsaki vrstici in vsakem stolpcu vsoto elementov enako 1                                                                      |
| Fisherjeva informacijska matrika | matrika, ki predstavlja varianco parcialnega odvoda glede na parameter logaritma verjetnostne funkcije slučajne spremenljivke                              |
| klobučna matrika                 | kvadratna matrika, ki v statistiki povezuje opazovane in dobljene vrednosti                                                                                |
| matrika natančnosti              | simetrična matrika {\displaystyle n\times n\,}, ki jo dobimo z obračanjem kovariančne matrike, imenujejo jo tudi informacijska matrika                     |
| stohastična matrika              | nenegativna matrika, ki opisuje stohastične procese, vsota vsake vrstice je 1                                                                              |
| unistohastična matrika           | matrika, ki ima za elemente kvadrate absulutnih vrednosti elementov unitarne matrike                                                                       |
| ortostohastična matrika          | matrika, ki ima za elemente kvadrate absolutnih vrednosti neke ortogonalne matrike                                                                         |
| matrika prehoda                  | matrika, ki opisuje verjetnost prehoda iz enega stanja v drugo pri Markovskih verigah                                                                      |